# Cổ cầm
Cổ cầm ([kùtɕʰǐn] ⓘ; tiếng Trung: 古琴; bính âm: gǔqín) là một loại nhạc cụ Trung Quốc thuộc bộ dây dạng gảy gồm có 7 dây. Đàn này được chơi từ thời cổ đại, theo truyền thống được các học giả và sĩ phu yêu thích và xem là loại nhạc cụ thanh nhã, tinh tế, như được nhấn mạnh trong trích dẫn "quân tử không thể rời cầm hay sắt (tiền thân đàn tranh) của mình mà không có lí do chính đáng," cũng như được liên kết với triết gia Trung Quốc cổ đại Khổng Tử. Thỉnh thoảng người Trung Quốc nhắc tới nó như là "cha của âm nhạc Trung Quốc" hoặc "nhạc cụ của hiền nhân". Không nên nhầm lẫn cổ cầm với cổ tranh.
Tương truyền, vua Nghiêu là người phát minh ra đàn cổ cầm.
Theo truyền thống, nhạc cụ được gọi đơn giản là cầm (琴 qín) nhưng đến thế kỷ XX, thuật ngữ này đã được áp dụng cho nhiều nhạc cụ khác. Tiền tố "cổ" - 古 (gu) có nghĩa là "cổ đại") sau đó đã được thêm vào để làm rõ. Do đó, nhạc cụ này được gọi là " guqin " ngày nay. Nó cũng có thể được gọi là Thất huyền cầm (tiếng Trung: 七弦琴; bính âm: Qīxiánqín).
Cổ cầm là một nhạc cụ rất yên tĩnh, với phạm vi khoảng bốn quãng tám và các dây mở của nó được điều chỉnh trong thanh ghi bass. Âm thấp nhất của nó là khoảng hai quãng tám dưới giữa C, hoặc nốt thấp nhất trên cello. Âm thanh được tạo ra bằng cách gảy dây mở, chuỗi dừng và sóng hài. Việc sử dụng kỹ thuật lướt các giai điệu cho nó một âm thanh gợi nhớ đến việc gẩy đàn cello  hay contrabass hoặc một cây guitar không phím. Cổ cầm cũng có khả năng tạo ra nhiều sóng hài, trong đó 91 được sử dụng phổ biến nhất và được chỉ định bởi các vị trí chấm. Theo truyền thống, ban đầu cổ cầm có năm dây, nhưng các nhạc cụ giống như các đàn dây cổ có 10 dây trở lên đã được tìm thấy. Các hình thức hiện đại đã được tiêu chuẩn hóa trong khoảng hai thiên niên kỷ.
Có hơn 3.360 bản nhạc cổ cầm được biết đến. Vào ngày 7 tháng 11 năm 2003, Ủy ban Di sản Thế giới của UNESCO đã thông báo rằng cổ cầm Trung Quốc đã được chọn là Trung tâm Di sản Văn hóa Thế giới. Năm 2006, Văn hoá cổ cầm đã được liệt kê trong Danh sách Di sản văn hóa phi vật thể quốc gia tại Trung Quốc.

## Lịch sử

### Thuở sơ khai

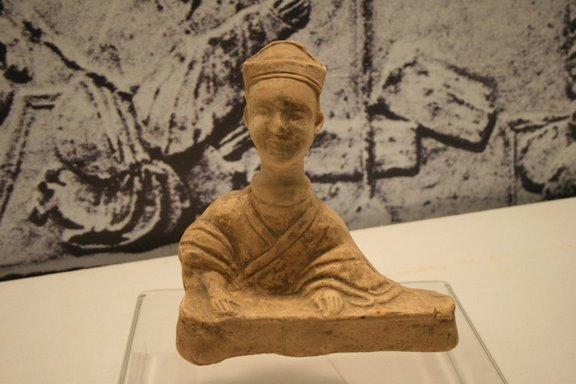
Một bức tượng gốm của một người chơi cổ cầm, từ lăng mộ Bành Sơn của Tứ Xuyên, có niên đại Đông Hán (25-220 sau Công nguyên)

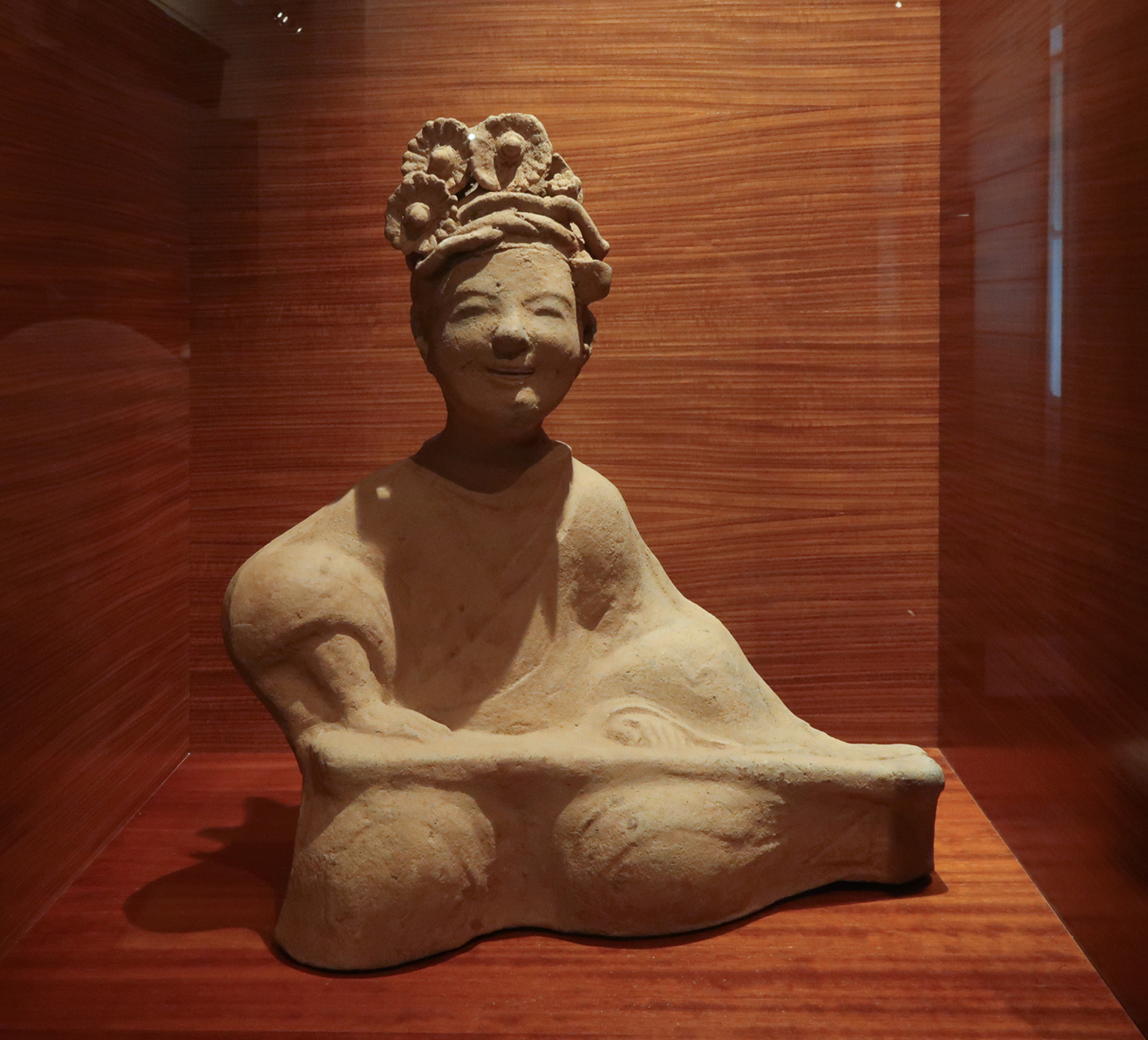
Một bức tượng gốm miêu tả một nữ nhạc gia chơi cổ cầm, thời Đông Hán tại một bảo tàng ở Pháp

Truyền thuyết kể rằng, cổ cầm là thứ nhạc khí được tôn kính nhất trong tất cả các nhạc cụ Trung Quốc, có lịch sử khoảng 5.000 năm. Truyền thuyết này nói rằng các nhân vật huyền thoại của tiền sử Trung Quốc, Thần Nông và Hoàng đế đã tham gia vào việc tạo ra nó. Gần như tất cả các cuốn sách và bộ sưu tập lập trình của cổ cầm được xuất bản trước thế kỷ XX đều cho rằng đây là nguồn gốc thực sự của cổ cầm, mặc dù điều này hiện được xem là thần thoại. Nó được đề cập trong các tác phẩm của Trung Quốc có niên đại gần 3.000 năm và các ví dụ đã được tìm thấy trong các ngôi mộ từ khoảng 2.500 năm trước. Những chiếc đàn không có phím hay trụ được khai quật trong các ngôi mộ từ phía nam cho thấy các nhạc cụ tương tự dần dần trở nên dài hơn và có ít dây hơn, nhưng chúng không được đặt tên trong các ngôi mộ. Truyền thống Trung Quốc nói rằng ban đầu, cổ cầm nguyên thủy có năm dây, nhưng sau đó hai dây được bổ sung vào khoảng 1.000 BCE, tạo ra bảy dây Một số gợi ý rằng các dây lớn hơn với nhiều dây dần dần nhỏ hơn với càng ít dây hơn để đạt đến bảy. Cho dù các nhạc cụ phía nam có thể được gọi là "cầm", hay đơn giản là họ hàng phía nam của một nhạc cụ phía bắc không còn tồn tại, là câu hỏi. Nguồn gốc chính xác của cổ cầm vẫn là một chủ đề tranh luận rất nhiều trong vài thập kỷ qua.
Hình thức cổ của cổ cầm ngắn hơn so với ngày nay và có lẽ chỉ được chơi bằng các dây mở. Điều này là do bề mặt của các cổ cầm ban đầu này không mịn như cổ cầm hiện đại, các dây ở xa bề mặt, có các hình khắc trên bề mặt (sẽ làm cho không thể trượt) và không đánh dấu các vị trí hài hòa để có thể chỉ ra cho người chơi sẽ chơi chúng.

### Phát triển

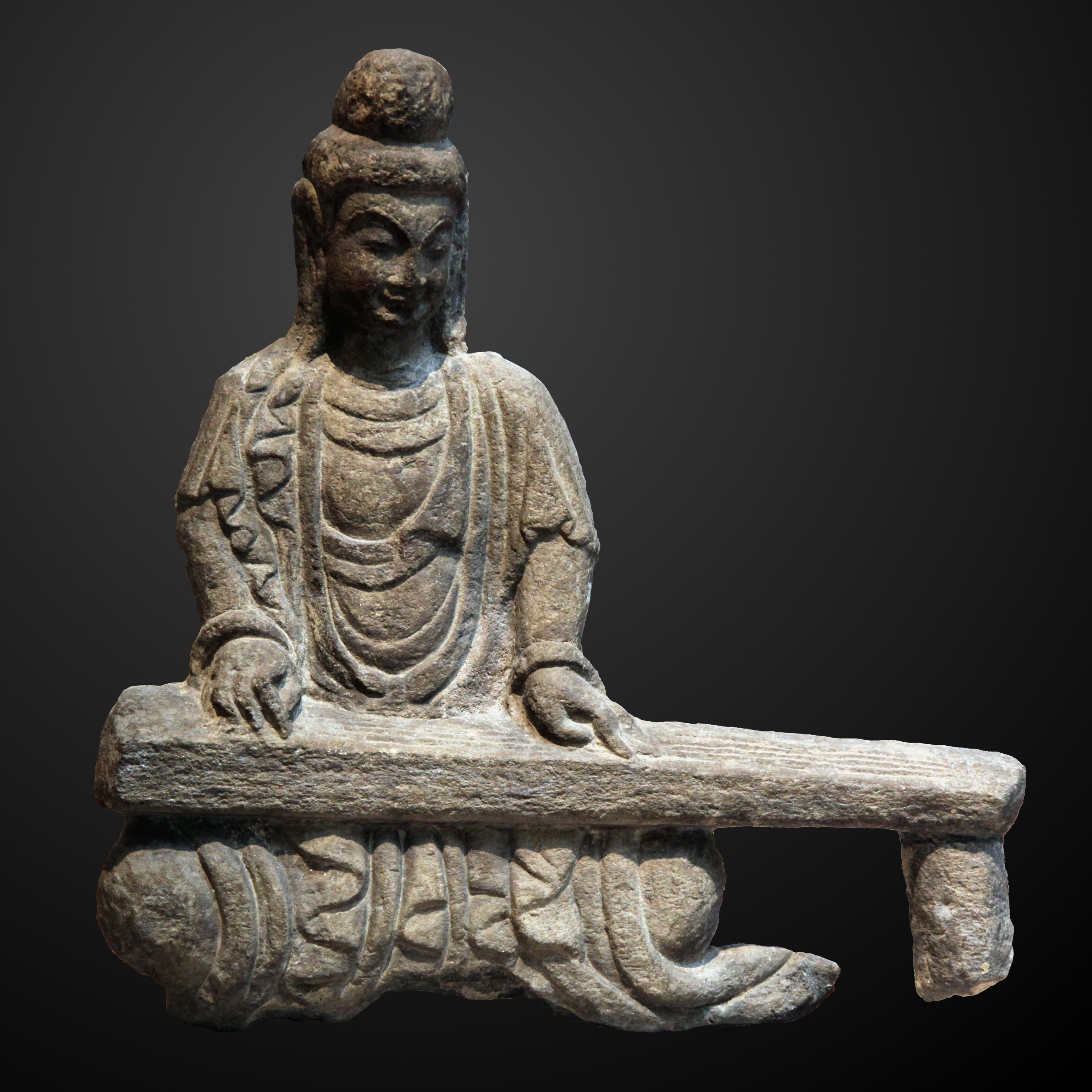
Tượng điêu khắc một vị bồ tát đang chơi cổ cầm, được tìm thấy ở Sơn Tây, có niên đại từ thời Bắc Ngụy (386-534). Hiện được trưng bày trong Bảo tàng Guimet, Paris

Nhà âm nhạc học người Trung Quốc Dương Âm Lưu đã chia lịch sử của cổ cầm  thành ba thời kỳ: giai đoạn đầu là thời kỳ tiền Tần, lần thứ hai từ thời nhà Tần đến nhà Đường, lần thứ ba từ cuối thời Đường đến thế kỷ 20. Người ta tin rằng trong thời kỳ đầu tiên, khí công đã trở nên phổ biến như một phần của dàn nhạc cung đình và là một nhạc cụ của giới thượng lưu.
Trong thời kỳ thứ hai, âm nhạc cổ cầm chịu ảnh hưởng của hệ tư tưởng Nho giáo và triết học Đạo giáo, âm nhạc Trung Á được nhập vào triều đình, cũng như âm nhạc giải trí của nhà Tùy và nhà Đường. Trong thời gian này, các nỗ lực đã được thực hiện để mã hóa các kỹ thuật và ký hiệu chơi. Dựa trên mô tả chi tiết trong bài tiểu luận "Tần Thao" 【琴操】 của Thái Ung (132-192), hình thức chuẩn của khí công rất có thể được đặt ra vào cuối triều đại nhà Hán. Khí công sớm nhất còn tồn tại ở dạng hiện đại này, được bảo tồn ở cả Trung Quốc và Nhật Bản, đã có niên đại đáng tin cậy từ thời nhà Đường. Nhiều người vẫn có thể chơi được, nổi tiếng nhất có lẽ là "Cửu tiêu hoàn bội"
(giản thể: 九霄环佩; phồn thể: 九霄環佩; bính âm: Jiǔxiāo huán pèi), được gán cho nhà sản xuất cổ cầm cuối triều đại nổi tiếng Lôi Uy (雷威). Nó được giữ trong bảo tàng cung điện ở Bắc Kinh. Tác phẩm được biết đến sớm nhất của nhạc cổ cầm có ký hiệu tên là "Kiệt Thạch Điều U Lan" (碣石調幽蘭) có từ thời kỳ này.
Trong thời kỳ thứ ba, các chế phẩm guqin tăng sinh và các kỹ thuật chơi đã được tinh chế. Nhà Tống được coi là thời kỳ hoàng kim của âm nhạc guqin, với nhiều bài thơ và bài tiểu luận về guqin được viết bởi văn nhân, và nhiều tác phẩm nổi tiếng có thể được đề cập đến thời kỳ này. Các hiệp ước và cẩm nang cũng được viết, ghi lại các kỹ thuật chơi nhạc và âm nhạc của nó, và xem xét thẩm mỹ cũng trở thành khía cạnh quan trọng nhất của việc chơi cổ cầm trong giai đoạn này.

### Thời hiện đại
Vào năm 1977, một bản thu âm của "Lưu Thủy" 【流水】 (Nước chảy, được thực hiện bởi Quản Bình Hồ, một trong những người chơi cổ cầm hay nhất thế kỷ 20) đã được chọn để đưa vào Voyager Golden Record, LP mạ vàng bản ghi âm chứa âm nhạc từ khắp nơi trên thế giới, được NASA gửi ra ngoài vũ trụ trên tàu vũ trụ Voyager 1 và Voyager 2. Đây là đoạn trích dài nhất có trong đĩa nhạc. Năm 2003, âm nhạc cổ cầm được UNESCO công nhận là một trong những kiệt tác di sản truyền miệng và phi vật thể của nhân loại.

## Cấu tạo

### Chi tiết cấu tạo

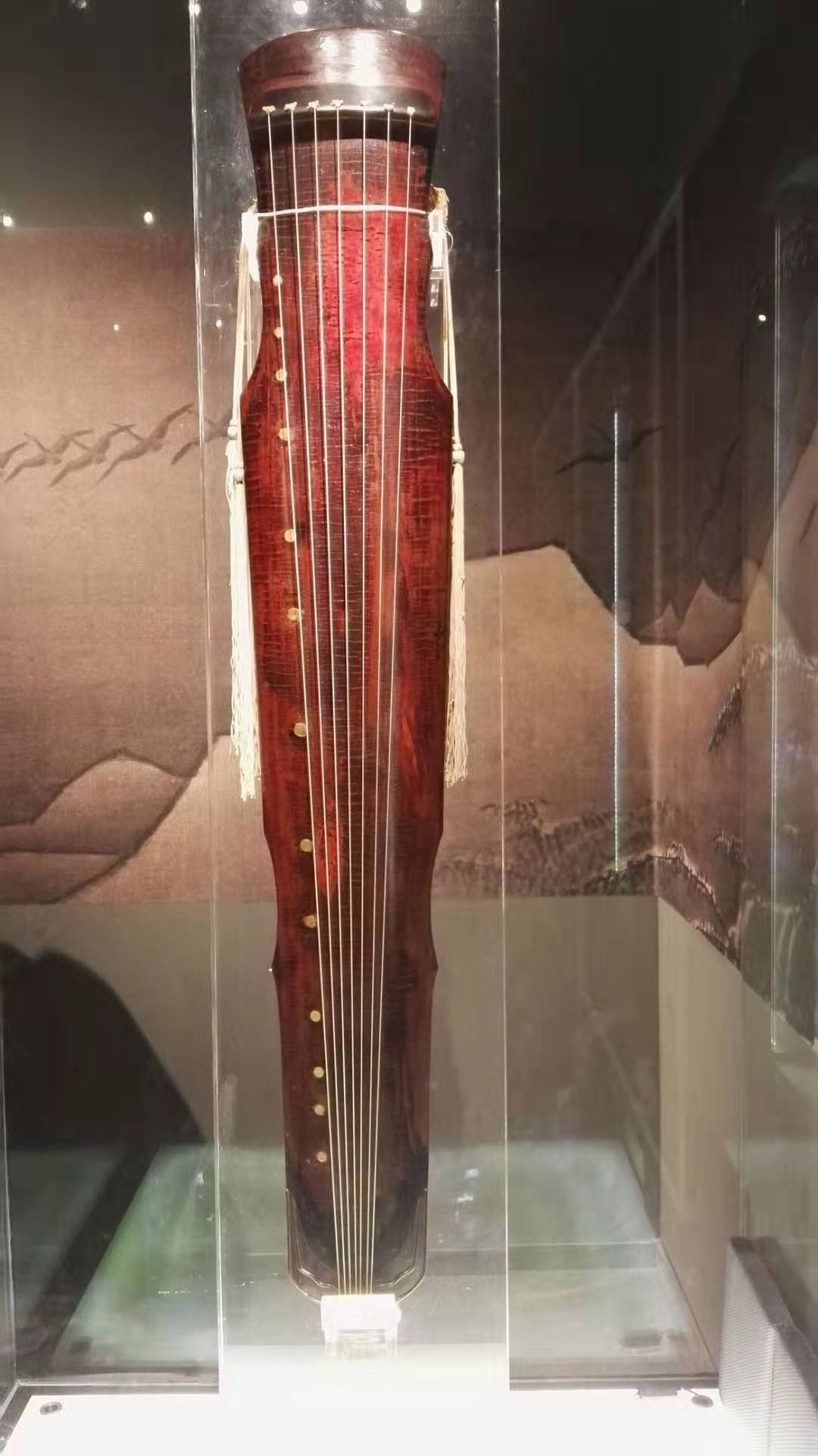
Một cây cổ cầm trong viện bảo tàng ở Trung Quốc

Cổ cầm dài khoảng 120–125 cm, rộng khoảng 20 cm, dày khoảng 6 cm. Hình dáng của đàn được mô phỏng theo hình dáng phượng hoàng, toàn thân đàn tương ứng với thân phượng hoàng (cũng có thể nói tương ứng với thân người) bao gồm: đầu đàn, cổ đàn, vai đàn, lưng đàn, đuôi đàn, chân đàn. Hộp âm thanh của cổ cầm được làm bằng hai tấm gỗ, thường là các loại gỗ khác nhau. Mặt đàn trên cùng hơi tròn thường được làm bằng gỗ hông. Có rất nhiều loại khác nhau của tong gỗ, những cái tên trong số đó được liệt kê gồm: ngô đồng (梧桐), bạch đồng (白桐), thanh đồng（青桐), bào đồng (泡桐), kỷ đồng (椅桐) và nam đồng (南桐). Loại gỗ tốt nhất là ngô đồng, nhưng bào đồng hiện được sử dụng rộng rãi. Cạnh bên cổ cầm làm từ cây tử mộc (梓木), hoặc gần đây hơn là nam mộc (楠木), gỗ long não. Gỗ được chọn làm cổ cầm phải dày dặn, tức là phải loại bỏ nhựa cây và hơi ẩm (dùng làm mặt trên). Nếu nhựa cây vẫn còn thì nó sẽ làm chết âm thanh và khi hơi ẩm bay hơi, gỗ sẽ cong và có vết nứt. Một số nhà sản xuất sử dụng gỗ cũ hoặc cổ để cổ cầm được làm ra bởi vì hầu hết các nhựa cây và độ ẩm đã được gỡ bỏ một cách tự nhiên theo thời gian (gỗ linh sam Trung Quốc thường dùng để làm cổ cầm loại cải tiến). Mặc dù gỗ như vậy rất khô nhưng chưa chắc là tốt nhất vì gỗ có thể bị nhiễm sâu mọt hoặc kém chất lượng, chủng loại. Nhiều loại cổ cầm hiện đại được làm từ gỗ tông mới (chẳng hạn như loại do Tăng Thành Vĩ 
chế tác) có thể vượt qua chất lượng của các loại cổ cầm xưa cũ. Nhược điểm lớn là, nguồn cung gỗ tốt để làm cổ cầm đã cạn kiệt trong những năm gần đây, khiến người Trung Quốc đổ xô làm nhiều cổ cầm hơn. Cây hông mất nhiều năm để phát triển và cần thời gian bảo dưỡng ít nhất 20 năm để nhựa cây và độ ẩm được loại bỏ đúng cách. Còn về gỗ cổ từ những ngôi nhà cổ, những ngôi nhà cổ còn sót lại sau quá trình hiện đại hóa của các thành phố, thị xã ở Trung Quốc không còn nhiều.
Tên của các loại gỗ được sử dụng không chính xác nhưng không rõ ràng và một tên có thể được sử dụng để đặt tên cho nhiều loại gỗ khác nhau hoặc một loại gỗ có thể có nhiều tên khác nhau.
Đầu đàn cổ cầm gọi là Cầm thủ (琴头).
Có hai lỗ âm thanh ở bảng dưới cùng, vì các kỹ thuật chơi cổ cầm sử dụng toàn bộ bề mặt của mặt đàn là cong/có rãnh. Mặt trong của mặt trên cổ cầm được làm rỗng vừa phải (nếu quá dày thì âm thanh bị chói tai; quá mỏng thì âm thanh rè). Dưới đáy cổ cầm có nạp âm (納音) nhằm khuếch đại âm thanh. Phần đầu của nạp âm Long Trì (龙池) có Thiên Trụ (天柱), phần đuôi có Địa Trụ (地柱), làm cho khi gảy đàn âm phát ra bị giữ lại không thoát đi được; khi khảy đàn sẽ linh động hơn, lại có những lợi ích sau: dây đàn khá dài, độ rung của dây đàn lớn, dư âm dài do đó cổ cầm mang những nét đặc sắc riêng của thủ âm. Thường người ta dùng bột gốm thay cho bột từ nhung hươu nhưng chất lượng không được như ý. Sau khi sơn mài khô (cần nhiều lớp sơn), bề mặt sẽ được đánh bóng bằng đá mài.
Đoạn dưới phần trán có nạm gỗ cứng để buộc dây đàn, gọi là Nhạc Sơn (岳山) là phần cao nhất của đàn. Phần đầu gọi là Long Ngân (龙龈 -rãnh rồng) - được khảm bằng gỗ cứng có rãnh nông để xâu dây, phần viền hai bên Long Ngân gọi là Quan Giác (冠角) hoặc Tiêu Vĩ (焦尾). 7 dây của đàn được cột từ phần Thừa Lộ (承露) mắc qua phần Nhạc Sơn, Long Trì, sau đó chuyển hướng xuống đôi Nhạn Túc (雁足) - chân ngỗng nằm ở phần đáy đàn, phần đầu dây còn lại được xỏ vào lỗ xỏ dây trên Nhạc Sơn gọi là Hộ Chẩn (护轸); dưới đáy đàn phần dưới Thừa Lộ có 7 chốt buộc dây gọi là Cầm Chẩn (琴轸). Phần mặt của đàn có 13 Cầm Huy (琴徽), tượng trưng cho một năm có 12 tháng và một tháng nhuận.
Phần đầu của bụng đàn có 2 rãnh âm là Thiệt Huyệt (舌穴) và Âm Trì (音池), phần đuôi của bụng đàn có một rãnh âm được gọi là Vận Chiểu (韵沼). Đối ứng với Long Trì và Phượng Chiểu (凤沼) đều có phần nạp âm riêng.
Việc thiết kế cho cổ cầm Trung Quốc là một quá trình phức tạp giống như bất kỳ loại nhạc cụ nào khác. Tuy nhiên, có nhiều biểu tượng trong việc lựa chọn vật liệu, hình dáng hoặc hình thức của nhạc cụ là những điều quan trọng cần xem xét khi tạo ra. Là một nhạc cụ có lịch sử hàng thiên niên kỷ, song cổ cầm có vô số chi tiết, truyền thống và biến thể.

### Dây đàn
Dây cổ cầm từ xưa dùng bằng tơ tằm bện, nay dùng dây nylon hoặc dây nylon tổng hợp.

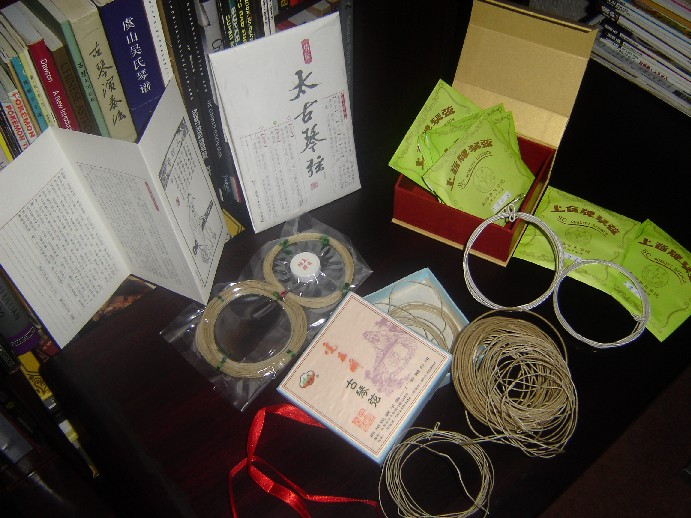
Chất liệu dây đàn cổ cầm. Từ trên xuống dưới: Thái cổ cầm huyền
(太古琴絃), Thượng âm bài cầm huyền (上音牌琴弦) và Hổ Khâu cổ cầm huyền (虎丘古琴絃)

Dây tơ được tạo ra bằng cách thu thập một số sợi tơ theo quy định, sau đó xoắn chúng lại với nhau. Sau đó, dây xoắn được quấn quanh một khung và được ngâm trong một thùng chất lỏng bao gồm một hỗn hợp đặc biệt của keo tự nhiên (thành phần bao gồm bạch cập và muscovit) liên kết các sợi với nhau. Các sợi tơ được lấy ra và để khô, trước khi được cắt thành chiều dài thích hợp. Các dây dày hơn trên cùng được quấn thêm trong một sợi tơ mỏng, cuộn quanh lõi để làm cho nó mượt mà hơn. Theo các hướng dẫn sử dụng cổ xưa, có ba thước đo độ dày đặc biệt mà người ta có thể tạo ra dây đàn. Loại đầu tiên là Thái cổ (太古) là thước đo tiêu chuẩn, Trung thanh (中清 - trung bình mỏng hơn, trong khi gia trọng (加重 -Độ dày thêm) dày hơn. Theo Ngũ Chi Trai Cầm Phổ (五知齋琴譜), trung thanh là tốt nhất. Tuy nhiên, ba đồng hồ đo này có liên quan thực tế vì dây mỏng hơn nghe tốt hơn trên các nhạc cụ dày hơn và ngược lại, bù cho độ dày của nhạc cụ và do đó âm sắc và âm lượng tiềm năng.
Thương hiệu dây lụa Thái cổ chỉ ra rằng máy đo trung thanh phù hợp với các loại dây dài hơn, được làm bằng linh sam Trung Quốc hoặc có một tấm ván dày hơn trong khi thước đo gia trọng phù hợp với các loại cổ cầm ngắn hơn, được làm bằng cây hông hoặc có một tấm ván mỏng hơn (thước đo thái cổ phù hợp với tất cả).
Gần đây tại Trung Quốc, việc sản xuất dây lụa chất lượng rất tốt đã hoạt động trở lại và nhiều người chơi bắt đầu sử dụng chúng. Người chơi và học giả người Mỹ John Thompson ủng hộ việc sử dụng cả dây kim loại bọc lụa và nylon cho các phong cách khác nhau của nhạc cổ cầm, giống như cây đàn guitar tồn tại ở cả dạng cổ điển (dây nylon) và dây thép   Chơi dây lụa khác với chơi dây kim loại, vì cần phải gảy nhẹ nhàng hơn nhiều để tránh bị ù và dây bị hỏng trên bề mặt. Vì vậy, dây lụa hơi khó chơi hơn.
Dây nylon bọc thép được phát triển ở Trung Quốc vào những năm 1950 như một biện pháp tạm thời để giải quyết cuộc khủng hoảng thiếu hụt về sản xuất và cung ứng dây tơ. Cuối cùng, loại dây này đã thay thế hoàn toàn lụa vì chúng dễ sản xuất và nhanh hơn cũng như dễ chơi hơn khi dây được trơn tru để trượt. Ban đầu, các chuỗi quá trơn tru và phải được giảm bớt để lấy lại một số âm thanh chuỗi trượt được cảm nhận là đặc trưng của nhạc cổ cầm.
Các dây rất mạnh và có thể giữ lại sự điều chỉnh của chúng không giống như lụa và chúng cũng to hơn và ổn định hơn. Một bộ có thể kéo dài nhiều năm và không phá vỡ. Hạn chế duy nhất cho những người theo chủ nghĩa truyền thống là dây có âm thanh kim loại khắc nghiệt được coi là không phù hợp. Một yếu tố khác là dây cuối cùng có thể làm mòn sơn mài đòi hỏi bề mặt của cổ cầm phải được sửa chữa thường xuyên hơn. 

### Phân loại thiết kế cổ cầm

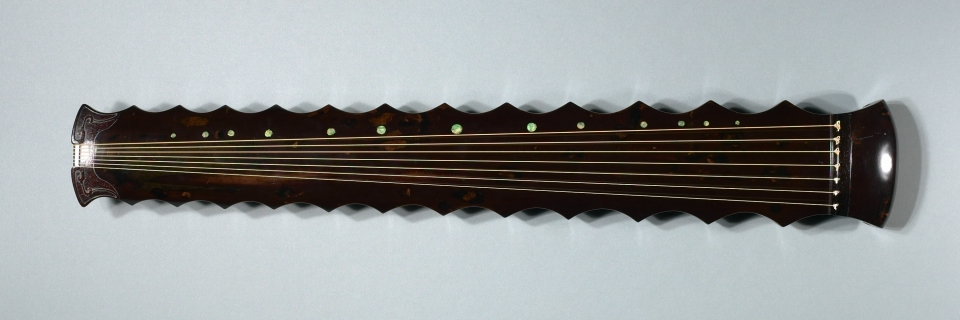
Cổ cầm thiết kế theo phái Lạc Hà (落霞 式)

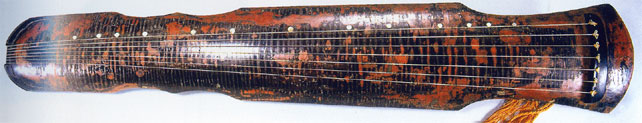
Cây cổ cầm nổi tiếng có từ đời nhà Đường, "Cửu tiêu hoàn bội"

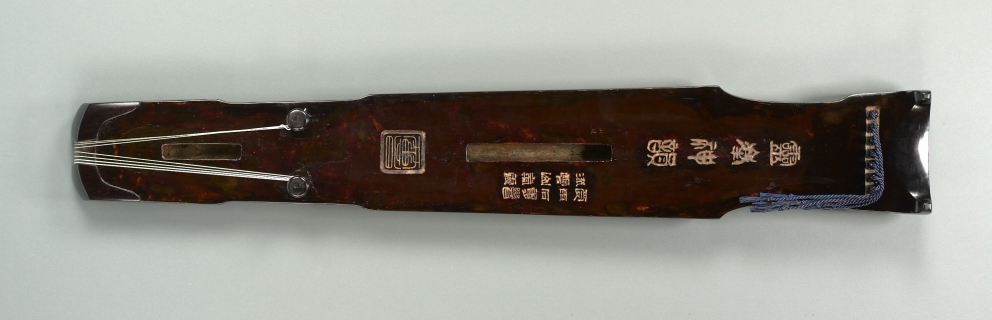
Mặt sau cua cổ cầm phái Trọng Ni

Các trường phái thiết kế cho cổ cầm là hình dạng hoặc phong cách mà một khí có thể được tạo ra. Trong Ngũ Tri Trai Cầm Phổ, có một số lượng lớn các trường phái được liệt kê với nguồn gốc của chúng cho hình dạng của cổ cầm. Dạng phổ biến nhất là Dạng phổ biến nhất là phái Trọng Ni「仲尼 式」, được đặt theo tên trường phái của Khổng Tử. Nó là đơn giản nhất nhưng thanh lịch. Các dạng phổ biến khác bao gồm phái Phục Hy「伏羲 式」được phổ biến từ thời nhà Đường với khúc "Cửu Tiêu Hoàn Bội" nổi tiếng, rất khó để tạo ra một tiêu chuẩn thanh lịch. Ngoài ra còn có Liên Châu phái「連珠式/连珠式」 và các dạng đặc biệt như phái Lạc Hạ「落霞式」 ("sương rơi"), Thử Quân phái「此君式」 ("thân sĩ" - nam nhân tầng lớp thượng lưu) và Ba tiêu phái「蕉葉式/蕉叶式」 ("lá chuối"), Hiệu Chung phái「号钟式」 do Bá Nha (伯牙) chế tác trong thời nhà Chu, Nhiễu Lương cầm 「绕梁琴」- cây cổ cầm do Hoa Nguyên (华元) thời Xuân Thu dành tặng cho Sở Trang vương, Lục Ỷ phái 「绿绮式」chế tác bởi Tư Mã Tương Như thời Tây Hán, Hạc Lâm Thu Nguyệt (鹤鸣秋月) - cây cổ cầm nổi tiếng từ thời nhà Minh, Tiêu vĩ cầm (焦尾琴) do Thái Ung một nhà văn và nhạc gia nổi tiếng thời Đông Hán chế tác, Hỗn độn cầm（渾沌琴）với thân thuôn tròn trong khi Long ngâm phái「龙吟式」thân đàn vuông thành sắc cạnh và Phượng Thế phái 「凤势式」phát triển trong thời nhà Nguyên. Thời hiện đại, Tăng bức cầm (增幅琴) do Hạ Lâm Dư (夏林余) chế tác năm 1931.
Cổ cầm 10 dây (十弦古琴) hay còn gọi là dịch cầm (易琴) được khai quật trong lăng mộ của Tăng hầu Ất.
Nhìn chung, các nhà sản xuất vẫn bám vào các biểu mẫu thông thường và phổ biến hơn. Điều này là do chúng không chỉ dễ chế tạo hơn mà còn vì việc thay đổi hình dạng bên ngoài có thể làm thay đổi đáng kể hình dạng và âm lượng của hộp âm thanh và càng nhiều vết lõm trên hình dạng bên ngoài, hộp âm càng trở nên nhỏ hơn.

## Trường phái, xã hội và người chơi
Như với bất kỳ truyền thống âm nhạc khác, có sự khác biệt về lý tưởng và tương tác giữa những người khác nhau. Do đó, tồn tại các trường phái và xã hội khác nhau truyền tải những ý tưởng và truyền thống nghệ thuật khác nhau.
Nhiều trường phái cổ cầm được gọi là "cầm bái" đã phát triển qua nhiều thế kỷ. Những trường như vậy thường được hình thành xung quanh các khu vực nơi hoạt động của qin là lớn nhất.
Một số trường phái đã đến và đi, và một số trường phái có nhánh (chẳng hạn như trường 
phái Mỹ Am, trường phái Chư Thành). Thông thường, trường có nguồn gốc từ một người duy nhất, chẳng hạn như trường phái Ngô được đặt theo tên của Ngô Triệu Cơ - một nghệ nhân cổ cầm quá cố. Phong cách có thể khác nhau đáng kể giữa các trường; một số rất giống nhau, nhưng một số khác rất khác biệt Sự khác biệt thường là trong việc giải thích âm nhạc. Các trường miền Bắc có xu hướng mạnh mẽ hơn về kỹ thuật so với các trường phái miền Nam. Nhưng theo thuật ngữ hiện đại, sự khác biệt giữa các trường phái và phong cách thường bị xóa nhòa vì một người chơi có thể học hỏi từ nhiều người chơi khác nhau từ các trường phái khác nhau và tiếp thu từng phong cách của họ. Điều này đặc biệt là như vậy đối với người chơi được đào tạo nhạc viện. Những người cùng trường được đào tạo dưới cùng một bậc thầy có thể có phong cách cá nhân khác nhau (như Trương Tử Khiêm  và Lưu Thiếu Xuân (劉少椿) của trường phái
Quảng Lăng). Hình thức vừa diễn tấu cổ cầm vừa hát gọi là cổ cầm đàn xướng (古琴弹唱).

## Mẫu âm, tầm âm

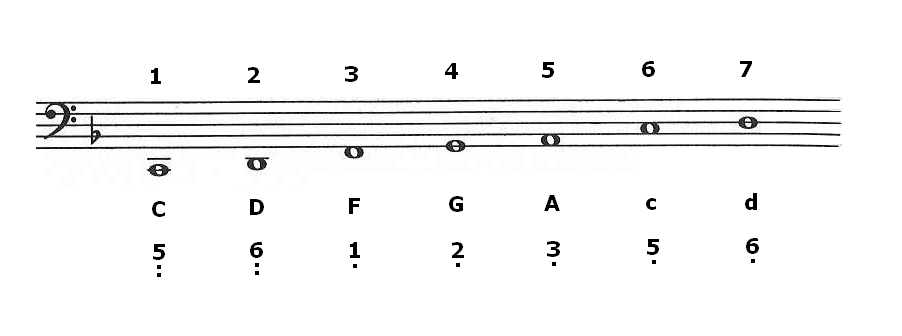
Thang đo tiêu chuẩn của cổ cầm

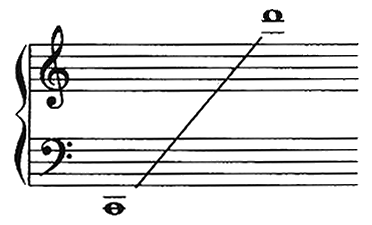
Phạm vi nốt nhạc cổ cầm

Trong quá trình biểu diễn của cổ cầm, các nghệ sĩ có thể sử dụng nhiều kỹ thuật khác nhau để đạt được tiềm năng thể hiện đầy đủ của nhạc cụ. Có rất nhiều bản nhạc đặc biệt đã được phát triển qua nhiều thế kỷ dành riêng cho cổ cầm để họ tham khảo và một tiết mục của những giai điệu phổ biến và cổ xưa cho sự lựa chọn của họ.
Cổ cầm là một trong số ít nhạc cụ thay đổi điều chỉnh cao độ để thay đổi điệu tính. Nó được điều chỉnh bằng cách sử dụng các chẩn tử để điều chỉnh cao độ. Phương pháp tìm đúng cao độ để điều chỉnh là thẳng về phía trước. Một cách là điều chỉnh bằng tai, gảy các dây mở và chọn ra sự khác biệt về mối quan hệ giữa các dây. Phương pháp điều chỉnh cách này đòi hỏi một cảm giác rất chính xác về cao độ. Phương pháp tiếp theo là so sánh các nốt dừng, bằng cách chơi một dây đang mở và nhấn vào một dây khác ở vị trí chính xác và điều chỉnh nếu chúng phát ra âm thanh khác nhau. Điều này có ưu điểm là chỉ cần điều chỉnh một dây để phù hợp với một nốt tham chiếu, nhưng có nhược điểm là các nốt mở và nốt dừng có âm sắc khác nhau; nó chỉ có thể được sử dụng cho các mảnh không có sóng hài. Cách thường được ưa thích là điều chỉnh bằng sóng hài. Đây là phương pháp dễ nhất vì nó chỉ yêu cầu hai hài âm đồng thời với nhau. Hai hài âm được phát ra trên hai dây và có thể điều chỉnh cao độ trong khi chúng vẫn phát ra âm thanh.

## Cách chơi đàn

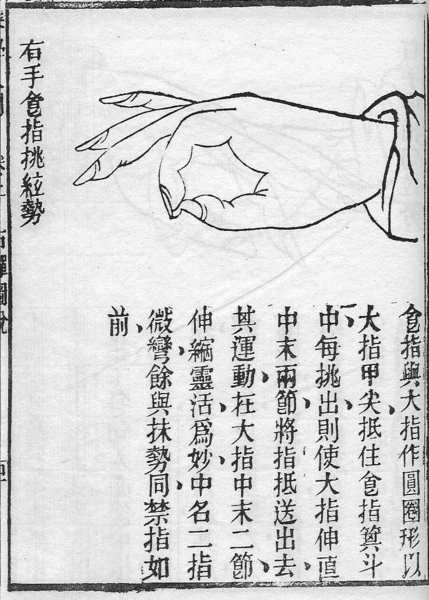
〈挑〉 Khiêu
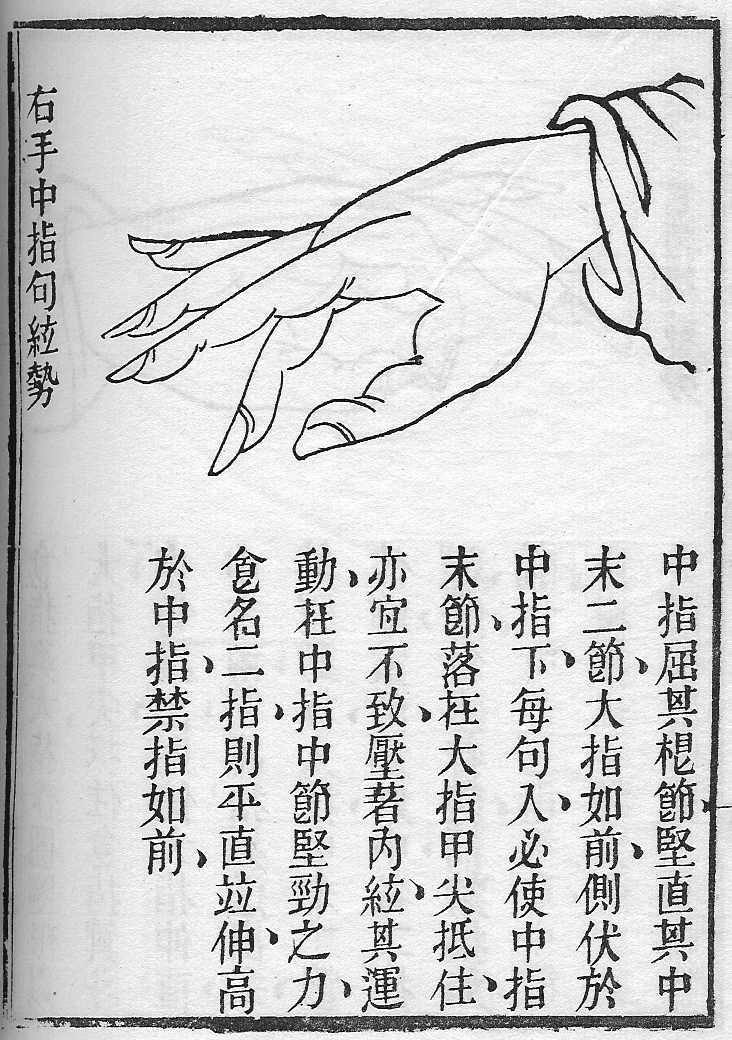
〈勾〉 Câu
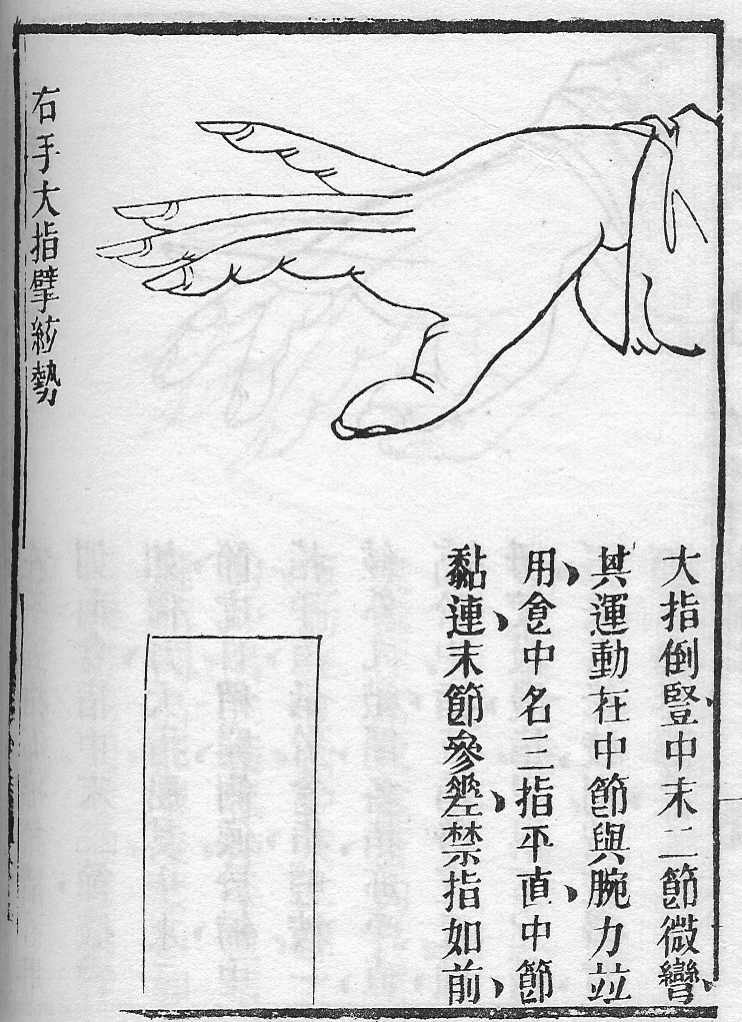
〈劈〉 Phách
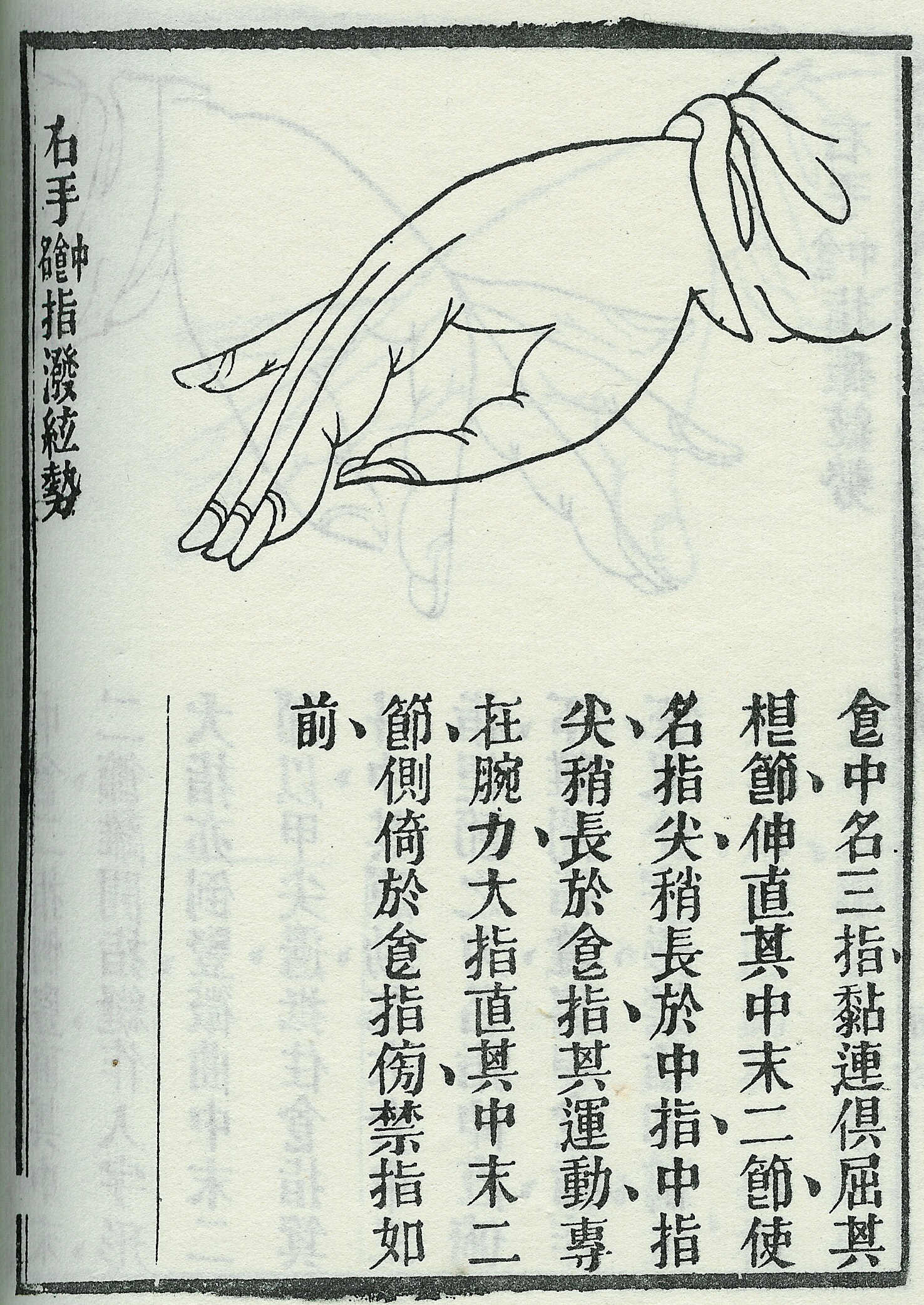
〈撥〉 Bài

. 

### Kỹ thuật tay phải
Có tám thủ pháp ngón tay phải cơ bản:
- Khiêu (挑): Sử dụng ngón trỏ để gảy móc một chuyển động mở ra, cách xa lòng bàn tay.
- Câu (勾): Sử dụng ngón tay giữa để gảy móc một chuyển động khép lại, về phía lòng bàn tay.
- Phách (劈): Sử dụng ngón tay cái để gảy móc trong một chuyển động mở, cách xa lòng bàn tay.
- Thác (托): Sử dụng ngón tay cái để gảy móc trong một chuyển động đóng về phía lòng bàn tay. Nó được thực hiện bởi đốt ngón tay nhỏ, khớp bằng đầu ngón tay cái
- Mạt (抹): Sử dụng ngón trỏ để gảy móc một chuyển động đóng, về phía lòng bàn tay.
- Bài (摘): Sử dụng ngón áp út để nhổ một chuyển động mở ra, cách xa lòng bàn tay.
- Luân (輪): sử dụng ngón trỏ và ngón cái để gảy hai dây liền kề vào cùng một chiều với một chuyển động đóng
- Đả (打): Sử dụng ngón áp út để gảy dây trong một chuyển động đóng, về phía lòng bàn tay.
- Tích (剔): Sử dụng ngón tay giữa để gảy theo một chuyển động mở ra, cách xa lòng bàn tay.
- Toát (撮): Sử dụng ngón tay cái và ngón giữa để gảy hai dây
- Toả (鎖): kỹ thuật liên quan đến việc gảy một dây nhiều lần trong một nhịp điệu cố định
- Phạt (撥): rải các ngón tay và gảy hai dây cùng một lúc
- Cổn phú (滚拂): kỹ thuật lướt dây

### Kỹ thuật tay trái
- Phiếm âm (按音): Tay trái tỳ một dây dây trước khi tay phải gảy dây, tạo ra một nốt cao hơn so với cao độ tự nhiên của dây. Tay trái giữ dây xuống cho đến hết nốt, sau đó thư giãn, cho phép dây trở về cao độ tự nhiên của nó mà không cần trượt âm thanh.

## Lên dây cổ cầm

### Lý thuyết lên dây truyền thống

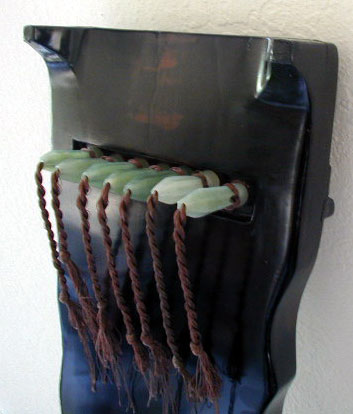
Mặt sau cổ cầm: Nhung khấu đi qua lỗ dưới cùng, qua lỗ bên của chẩn trì, xung quanh, dưới và qua chẩn trì trên chẩn tử một lần nữa, và ra lỗ trên cùng. Chẩn tử có thể được làm từ gỗ hoặc ngọc

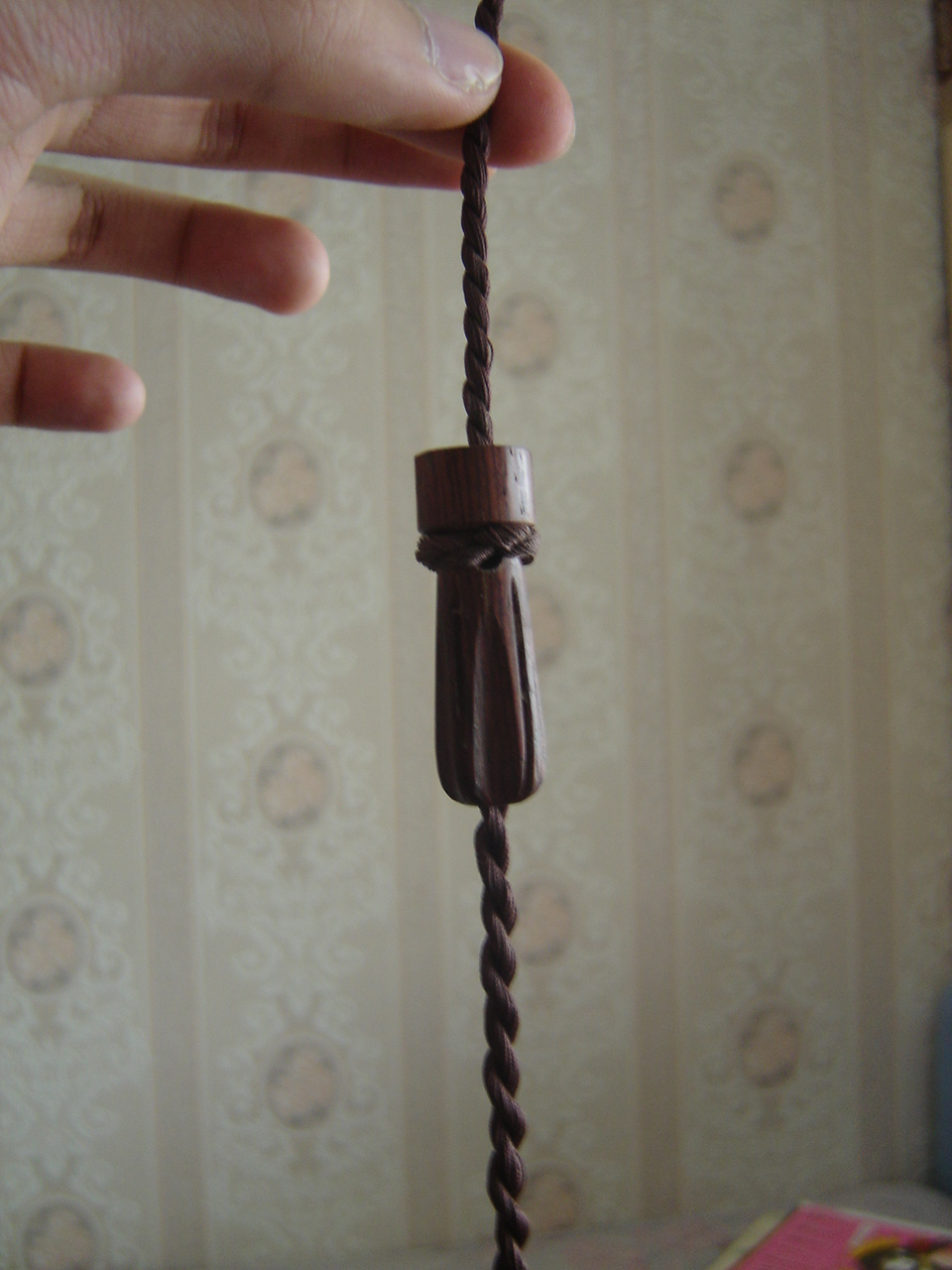
Cận cảnh nhung khấu xỏ qua chẩn tử loại chuẩn

Để xâu dây cổ cầm, cách truyền thống là phải buộc một nút thắt (dăng đầu kết『蠅頭結/蝇头结』) ở một đầu của dây, và trượt dây thông qua nhung khấu (dây xoắn『絨剅/绒扣』) đi vào phần huyền nhãn ở phần nhạc sơn của cổ cầm và sau đó đi ra phía dưới thông qua các chẩn (『軫/ 轸』). Sợi dây được xỏ qua nhạc sơn, qua ván bề mặt, qua long ngân (龍齦) đến phía sau của cổ cầm, nơi cuối quấn quanh hai nhạn túc (雁足  "chân ngỗng"). Sau đó, các dây được tinh chỉnh bằng cách sử dụng chẩn tử (đôi khi, nhựa thông được sử dụng trên một phần của chẩn tử chạm vào thân đàn để ngăn nó bị trượt, đặc biệt nếu âm được điều chỉnh ở âm vực cao hơn). Điều chỉnh phổ biến nhất, "chính điều" 〈正 調〉, là âm ngũ cung: 5-6-1-2-3-5-6 (cũng có thể được chơi dưới dạng 1-2-4-5-6-1-2) trong hệ thống số truyền thống của Trung Quốc hoặc giản phổ〔簡譜 / 简谱〕 (Tức là 1 = do, 2 = re, v.v.). Ngày nay, điều này thường được hiểu là C-D-F-G-A-c-d, nhưng điều này nên được coi là sol la do re mi sol la, vì trong lịch sử, cổ cầm không được điều chỉnh đến cao độ tuyệt đối. Trên thực tế, việc điều chỉnh tương tự cũng có thể được coi là 5-6-1-2-3-5-6 khi dây thứ ba được chơi. Vì vậy, ngoại trừ khi đi kèm với các nhạc cụ khác, chỉ có quan hệ cao độ giữa bảy dây cần phải chính xác. Các điều chỉnh khác đạt được bằng cách điều chỉnh độ căng của dây bằng cách sử dụng các chốt điều chỉnh ở đầu cuối. Do đó mạn giác điều〈慢 角 調〉 ("dây thứ ba bị chùng") cho 1-2-3-5-6-1-2 và nhuy tân điều〈蕤賔調/蕤宾调〉 ("dây thứ năm được nâng lên") cho 1-2-4-5-7-1-2, được chuyển thành 2-3-5-6-1-2-3.
Trong lý thuyết âm nhạc thời kỳ đầu, từ "điều" 〔調〕 có nghĩa là điều chỉnh và chế độ, nhưng đến thời nhà Thanh, có nghĩa là điều chỉnh (thay đổi cao độ) và "âm" 〔音〕 có nghĩa là chế độ (thay đổi thang âm). Thường trước một bản nhạc, khuông nhạc đặt tên cho phần điều chỉnh và sau đó là chế độ sử dụng các tên truyền thống của Trung Quốc: Cung《宮》(do), Thương《商》(re), Giốc《角》 (mi), Chủy《徵》(sol),Vũ《羽》(la); vì vậy nó không có nốt như Fa và Si phương Tây. Một tên hiện đại hơn cho điều chỉnh sử dụng từ vận〔均〕 có nghĩa là phím hoặc cao độ của bản nhạc, vì vậy, ví dụ, "trọng lữ vận"〈仲吕均〉 có nghĩa là "phím F", vì "trọng lữ" là tên của cao độ tiếng Trung mà phương Tây tương đương là "F".
Có hơn 20 giai điệu khác nhau được sử dụng trong nhạc cổ cầm, trong đó chỉ có từ hai đến bốn giai điệu được sử dụng phổ biến. Tuy nhiên, một số trong số này thực sự là tên thay thế cho cùng một cách điều chỉnh. Một giai điệu có thể có nhiều tên khác nhau tùy thuộc vào hệ thống mà nhà soạn nhạc được dạy và sử dụng; một sự nhầm lẫn bổ sung là do thực tế là hai bộ điều chỉnh khác nhau có thể dùng chung tên. Ví dụ: hoàng trung điều〈黃鐘調/黄钟调〉có thể có nghĩa là "dây đầu tiên thấp hơn và thắt chặt chuỗi thứ năm" (ví dụ: Thần kỳ bí phổ 神竒秘譜), "dây thứ ba thấp hơn" (ví dụ: Cầm học luyen yếu - 琴学练要) hoặc điều chỉnh bình thường (ví dụ: Mai am Cầm phổ - 梅庵琴谱). Một vấn đề có thể gây nhầm lẫn khác là việc đặt tên cho một số bộ điều chỉnh có thể có tên gây hiểu nhầm, như điều chỉnh ruibin. Ruibin là tên của cao độ trong tiếng Trung Quốc mà phương Tây tương đương là "F♯", nhưng nốt đó không xuất hiện hoặc không được sử dụng trong phần điều chỉnh, và do đó, rất khó để giải thích logic trong cách đặt tên.
Mặc dù âm nhạc Trung Quốc thường được cho là có âm giai ngũ cung, nhưng điều này không hoàn toàn chính xác. Trong âm nhạc cổ cầm, nếu người ta xem xét các chế độ và thang âm, người ta thường có thể tìm thấy nhiều cao độ vượt ra ngoài âm giai ngũ cung. Ví dụ như các bản nhạc như "Thần nhân sướng" (神人暢) sử dụng rất nhiều nốt "lạ" không được nghe nhiều trong âm nhạc Trung Quốc hiện đại. Người ta có thể nói rằng ban đầu âm nhạc Trung Quốc không thực sự là ngũ cung, nhưng đã trở nên như vậy là do sự tiêu chuẩn hóa. Do đó, nhiều nhạc cụ Trung Quốc "phổ biến" hơn như đàn nhị, sáo, hoặc tỳ bà đã áp dụng các thang âm và chế độ ngũ cung thuần túy hơn, trong khi âm khí được tách biệt khỏi các tiêu chuẩn như vậy vẫn giữ phần lớn truyền thống âm nhạc cũ. Chúng ta có thể thấy từ các điểm số cũ hơn, cổ hơn, Kiệt Thạch Điều U Lan (碣石調幽蘭) sử dụng các ghi chú hiếm hoi như vậy; So sánh nó với một tác phẩm hiện đại hơn, người ta có thể nghe thấy sự khác biệt về âm sắc, thang âm và chế độ.

### Danh sách các cách lên dây phổ biến

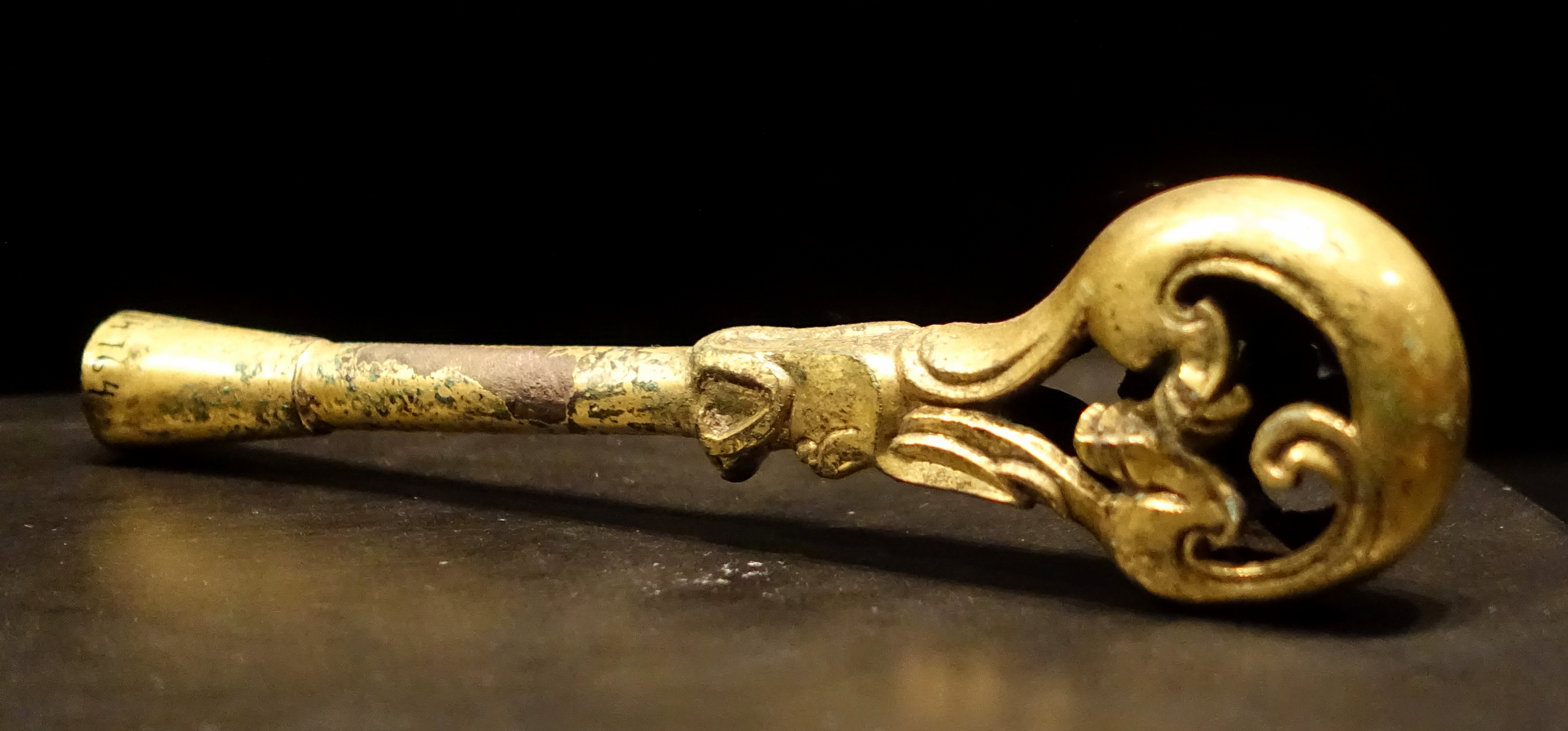
Khoá lên dây cổ cầm từ thời nhà Hán

Dưới đây là danh sách các cách điều chỉnh phổ biến cho cổ cầm. Lưu ý rằng một số cách lên dây có nhiều hơn một quy mô và tên, và rằng các mối quan hệ tương đối được hoán (tức là làm nốt được chuyển sang dây thích hợp) theo lý thuyết âm nhạc Trung Quốc. Có thể có một số tên khác nhau cho một điều chỉnh và một số thậm chí còn trùng lặp, tạo ra sự nhầm lẫn. Bảng dưới đây sử dụng tên phổ biến nhất cho việc điều chỉnh và liệt kê các biến thể.
Lưu ý: Danh sách này không đầy đủ.
| Chính điều                 |                            |                  |                |    | | |       |
| Chính điều (正調)          | Không có                   | C-D-F-G-A-c-d    | 5 6 1 2 3 5 6  | F  | Cung điều (宮調), Trọng lữ điều (仲呂均), Hoàng chung điều (黃鐘調), Giác điều (角調), Vũ điều (羽調), Lâm chung điều (林鐘調) | Bình sa lạc nhạn (平沙落雁), Mai hoa tam lộng (梅花三弄), Lưu thủy (流水), Ngư tiều vấn đáp (漁樵問答), Ngư ca (漁歌), Thần nhân sướng (神人暢)                            | 试听ⓘ |
| Chính điều (正調)          | Không có                   | C-D-F-G-A-c-d    | 1-2-4-5-6-1-2  | C  | Tá điều (借調), Giác điều (角調), Thương điều (商調)                                                                           | Kiệt thạch điều u lan (碣石調幽蘭), Túy ngư xướng vãn (醉漁唱晚), Long tường tháo (龍翔操), Ức cố nhân (憶故人)                                                            | 试听ⓘ |
| Ngoại điều (外調)          |                            |                  |                |    | | |       |
| Nhuy tấn điều (蕤賓調)     | Dây thứ 5 căng             | C-D-F-G-B♭-c-d   | 2-3-5-6-1-2-3  | B♭ | Kim vũ (金羽), Thanh v ũ (清羽), Vô dịch điều (無射均), Trọng lữ điều (仲呂調)                                                 | Tiêu tương thủy vân (瀟湘水雲), Dương loan tam điệp (陽關三曡), Ải nãi (欸乃), Ngọc lâu xuân hiểu (玉樓春曉), Song ất phiến điều (雙乙反調)                                | 试听ⓘ |
| Mạn giác điều (慢角調)     | Dây 3 chậm                 | C D E G A c d    | 1-2-3-5-6-1-2  | C  | Giác, điều (角調), Hoàng chung điều (黃鐘均), Lâm chung điều (林鐘調), Hoàng chung cung (黃鐘宮)                               | Phong lôi dẫn (風雷引), Phượng cầu hoàng (鳳求凰) | 试听ⓘ |
| Thanh thương điều (清商調) | Dây 2 căng, dây 5 và dây 7 | C-E♭-F-G-B♭-c-e♭ | 6-1-2-3-5-6-1  | E♭ | 商調、夾鐘調、小碧玉調、姑洗調                                                                                                 | Đảo y (搗衣), Thu hồng (秋鴻) | 试听ⓘ |
| Mạn cung điều (慢宮調)     | Dây 1 chậm, dây 3 và 6     | B-D-E-G-A-B-d    | 3-5-6-1-2-3-5  | G  | Thái thấu điều (太簇調), Di tắc vận (夷則均)                                                                                   | Hiệp tiên du (挾仙游), Hoạch lân (獲麟) | 试听ⓘ |
| Mạn thương điều (慢商調)   | Dây 2 chậm                 | C-C-F-G-A-c-d    | 1-1-4-5-6-1-2  | C  | Không có | Quảng lăng tán (廣陵散) | 试听ⓘ |
| Vô dịch điều (無射調)      | Dây 5 căng, dây 6 chậm     | B♭-D-F-G-B♭-c-d  | 1-3-5-6-1-2-3  | B♭ | Hoàng chung cung điều (黃鐘宮調), Hồ già điều (胡笳調)                                                                         | Đại hồ già (大胡笳), Tiểu(小胡笳), Hồ già thập bát phách (胡笳十八拍), Chiêu Quân oán (昭君怨), Sơn trung tư hữu nhân (山中思友人), Thu nguyệt chiếu mao đình (秋月照茅亭) | 试听ⓘ |
| Thê lương điều (凄凉調)    | Dây 2 căng, dây 5          | C-E♭-F-G-B♭-c-d  | 2-4-5-6-1-2-3  | B♭ | Sở thương điều (楚商調), Ngoại điều (外調)                                                                                     | Ly tao《離騷》, Trạch bạn ngâm《澤畔吟》, Khuất Nguyên vấn độ《屈原問渡》                                                                                                  | 试听ⓘ |
| Trắc thương điều (側商調)  | Dây 3 chậm, dây 4 và 6     | C-D-E-F♯-A-B-d   | 7♭-1-2-3-5-6-1 | D  | Không có | Cổ oán《古怨》 | 试听ⓘ |
| Trắc thương điều (側商調)  | Dây 3 chậm, dây 4 và 6     | C-D-E-F♯-A-B-d   | 1-2-3-4♯-6-7-2 | C  | Không có | Cổ oán《古怨》 | 试听ⓘ |
| Vô môi điều (無媒調)       | Dây 3 chậm, dây 6          | C-D-E-G-A-B-d    | 1-2-3-5-6-7-2  | C  | Không có | Cô quán ngộ thần《孤舘遇神》 | 试听ⓘ |
| Vô môi điều (無媒調)       | Dây 3 chậm, dây 6          | C-D-E-G-A-B-d    | 3-5-7-1-2-3-5  | G  | Không có | Cô quán ngộ thần《孤舘遇神》 | 试听ⓘ |

## Cổ cầm điện
Ngày nay, trong thời đại xã hội phát triển thì không thể nhắc đến sự tân tiến cho cổ cầm. Cổ cầm điện (tiếng Trung: 电古琴; bính âm: Diàn gǔqín) thiết kế tương tự như cổ cầm truyền thống hay có dạng thuôn tròn hơn. Nó sử dụng pickup để chuyển đổi các rung động của dây đàn thành các xung điện. Pickup cho đàn cổ cầm phổ biến nhất sử dụng nguyên lý cảm ứng điện từ trực tiếp. Các tín hiệu được cổ cầm điện tạo ra quá yếu để đưa ra loa, do đó, nó được khuếch đại trước khi đưa ra. Do đầu ra của cổ cầm điện là một tín hiệu điện, tín hiệu này có thể dễ dàng được thay đổi bằng cách sử dụng các mạch điện tử để thêm "màu sắc" cho âm thanh. Thông thường các tín hiệu được sửa đổi bằng cách sử dụng các hiệu ứng lặp và biến dạng âm thanh. Cách chơi của cổ cầm điện tương tự với dạng truyền thống, đôi khi cũng được chơi cùng nhạc rock và nó có chức năng như guitar điện, không những thế, cổ cầm điện còn sử dụng cung vĩ kéo từ vĩ cầm để kéo bằng tay phải trong khi tay trái sử dụng áng âm giúp bản nhạc thêm sinh động.